# Maria Majewska
Maria  Majewska-Bator – polska ekonomistka, doktor habilitowana nauk ekonomicznych, specjalizuje się w tematyce makro- i mikroekonomii, międzynarodowych stosunków gospodarczych oraz polityki gospodarczej, adiunkt na Wydziale Prawa i Administracji UAM.

## Życiorys
W 2001 na Akademii Ekonomicznej w Poznaniu otrzymała stopień doktorski na podstawie pracy pt. Zagraniczne inwestycje bezpośrednie w procesie umiędzynarodowienia gospodarki polskiej (promotorem była Elżbieta Jantoń-Drozdowska). Habilitowała się w 2011 na Wydziale Gospodarki Międzynarodowej tej samej uczelni na podstawie oceny dorobku naukowego i rozprawy pt. Rozwój endogenicznej przewagi w handlu międzynarodowym a proces zmniejszenia luki technologicznej. Pracuje jako adiunkt w Katedrze Nauk Ekonomicznych na Wydziale Prawa i Administracji UAM. Jest członkinią poznańskiego oddziału Polskiego Towarzystwa Ekonomicznego. Swoje prace publikowała w szeregu czasopism naukowych, m.in. w „Ruchu Prawniczym, Ekonomicznym i Socjologicznym".